# Dirk Stikker
Dirk Uipko Stikker (5. února 1897 Winschoten – 23. prosince 1979 Wassenaar) byl nizozemský diplomat a politik liberálně-konzervativní orientace. V letech 1961–1964 byl generálním tajemníkem Severoatlantické aliance (NATO). Byl prvním Nizozemcem v této funkci. V letech 1948–1952 byl nizozemským ministrem zahraničí. Byl reprezentantem několika dnes již zaniklých liberálně-konzervativních stran (Liberale Staatspartij "de Vrijheidsbond", Partij van de Vrijheid) a nakonec od roku 1948 současné Lidové strany pro svobodu a demokracii. Byl znám jako schopný vyjednavač.

## Život
Vystudoval práva na univerzitě v Groningenu. Poté zahájil kariéru v bankovním sektoru. Od roku 1922 do roku 1926 pracoval jako účetní pro Twentsche Bank a poté jako ředitel její pobočky (1926 až 1928) a regionální manažer (1928 až 1935). V roce 1935 se stal členem správní rady slavné pivovarnické společnosti Heineken. V letech 1940–1948 byl předsedou této rady.
Roku 1945 byl jmenován členem Senátu a založil Nizozemský svaz zaměstnavatelů, čímž učinil zásadní krok k zahájení moderního sociálního dialogu v Nizozemsku. Roku 1948 byl zakladatelem Lidové strany pro svobodu a demokracii, která se stala důležitou silou poválečného Nizozemska. Byl zvolen prvním předsedou této strany, ale byl jím jen půl roku, než byl vystřídán Pieterem Oudem a přesunul se na pozici místopředsedy, již držel do roku 1952. Po volbách v roce 1948 se lídr strany Oud rozhodl upřednostnit post předsedy sněmovny, a pro Stikkera se tak otevřela možnost vstoupit do vlády vedené Willemem Dreesem. Ujal se resortu zahraničí.
V této funkci se velmi podílel na vzniku NATO a raných krocích evropské integrace. V roce 1949 reprezentoval Nizozemsko při jednáních u kulatého stolu o situaci v Indonésii a v nizozemských západních koloniích. Poté, co jeho strana přijala usnesení kritizující vládní koloniální politiku na Nové Guineji, Stikker 23. ledna 1951 rezignoval, což vedlo k pádu kabinetu. I v dalším kabinetu se ale ujal stejné funkce.
V roce 1952 oznámil odchod z politiky, respektive vstup do diplomatických služeb. Byl jmenován velvyslancem Nizozemska v Británii, kde působil až do 15. června 1958. Přesunul se pak jako velvyslanec do Reykjavíku. A odtud do Bruselu, kde usedl do křesla stálého zástupce Nizozemska při NATO a OECD. Roku 1961 se dostal do čela NATO. Povětšinou je považován za neúspěšného vůdce aliance, protože nebyl schopen vyřešit spor mezi evropskými členy a Spojenými státy ohledně jaderné strategie.
Po svém odchodu z aliance v roce 1964 působil v obchodu, byl členem vedení či dozorčích rad společností Unilever, Van Lanschot, Nizozemské atlantické asociace, Carnegie Foundation, Trilaterální komise či DSM Company. Pracoval též jako lobbista a zasedal v několika komisích Evropského hospodářského společenství.